# كريستيان شو
كريستيان شو (بالإنجليزية: Kristien Shaw)‏ مواليد 25 يوليو 1952 في سان دييغو، هي لاعبة كرة مضرب أمريكية سابقة. أعلى تصنيف لها في الفردي كان المركز الـ 10 في سنة 1977.

## روابط خارجية
- كريستيان شو على موقع رابطة محترفات التنس (الإنجليزية)
- كريستيان شو على موقع الاتحاد الدولي لكرة المضرب (الإنجليزية)
- كريستيان شو على موقع خلاصة التنس.كوم (الإنجليزية)